# Siergiej Kariakin (szachista)
Siergiej Aleksandrowicz Kariakin (ros. Сергей Александрович Карякин, ukr. Сергій Карякін; ur. 12 stycznia 1990 w Symferopolu) – rosyjski szachista (do grudnia 2009 reprezentował Ukrainę), arcymistrz od 2002 roku.

## Kariera szachowa
Gry w szachy nauczył się w piątym roku życia. Od najmłodszych lat zaskakiwał rzadko spotykanymi predyspozycjami do uprawiania tej dyscypliny, dzięki którym tytuł mistrza międzynarodowego uzyskał już w wieku 11 lat. Kolejny i najwyższy szachowy tytuł – arcymistrza – zdobył w rok później (2002), stając się w wieku 12 lat i 7 miesięcy najmłodszym zawodnikiem w historii szachów, któremu FIDE przyznała ten tytuł.
Po raz pierwszy na międzynarodowej arenie pojawił się w roku 1998 uzyskując w memoriale Paula Keresa w Vancouver 4½ pkt z 9 partii. W 2000 roku zajął IV miejsce na mistrzostwach świata juniorów do lat 10 w Oropesa del Mar, zaś w kolejnym roku zdobył w Chalkidiki tytuł wicemistrza Europy juniorów do lat 14. Na przełomie 2001 i 2002 roku był sekundantem Rusłana Ponomariowa podczas zwycięskiego dla niego turnieju o mistrzostwo świata w Moskwie. W roku 2005 zwyciężył w turnieju B w Wijk aan Zee oraz zajął IV miejsce w mistrzostwach Europy rozegranych w Warszawie. W kwietniu tego samego roku po raz pierwszy przekroczył granicę 2600 punktów rankingowych Elo. W 2006 zajął bardzo dobre VI miejsce w turnieju elity Corus A w Wijk aan Zee (XIX kat. FIDE), wyprzedzając m.in. Pétera Lékó, Lewona Aroniana i Gatę Kamskiego. Zwyciężył również w bardzo silnie obsadzonym turnieju szachów szybkich, Memoriale Piotra Izmaiłowa w Tomsku. W 2007 zajął II miejsce (za Wasilijem Iwanczukiem, a m.in. przed Aleksandrem Oniszczukiem i Piotrem Swidlerem) w turnieju Aerosvit w Foros. W 2009 odniósł jeden z największych sukcesów w karierze, samodzielnie zwyciężając w turnieju Corus w Wijk aan Zee. W 2010 podzielił I m. w Pojkowskim (wspólnie z Wiktorem Bołoganem) oraz w memoriale Michaiła Tala w Moskwie (wspólnie z Lewonem Aronjanem i Szachrijarem Mammedjarowem), natomiast w 2011 podzielił I m. (wspólnie z Magnusem Carlsenem) w Bukareszcie oraz ponownie zwyciężył (wspólnie z Étienne Bacrotem) w Pojkowskim. W 2012 zdobył w Astanie tytuł mistrza świata w szachach szybkich oraz podzielił I m. (wspólnie z Fabiano Caruaną) w Dortmundzie. W 2013 zwyciężył w silnie obsadzonym turnieju Norway Chess 2013, rozegranym w kilku miastach regionu Stavanger, wyprzedzając m.in. Magnusa Carlsena, Lewona Aroniania i Viswanathana Ananda. W 2014 podzielił II m. (za Lewonem Aronianem, wspólnie z Aniszem Girim) w turnieju Tata Steel w Wijk aan Zee, zajął II m. (za Viswanathanem Anandem) w turnieju pretendentów w Chanty-Mansyjsku oraz odniósł duży sukces, po raz drugi w karierze samodzielnie zwyciężając w turnieju Norway Chess 2014 w Stavangerze (m.in. przed Magnusem Carlsenem, Aleksandrem Griszczukiem i Fabiano Caruaną).
Dwukrotnie (2010, 2012) zdobył srebrne medale w finałach indywidualnych mistrzostw Rosji.
Wielokrotnie reprezentował Ukrainę i Rosję w turniejach drużynowych, między innymi:
- sześciokrotnie na olimpiadach szachowych (w latach 2004, 2006, 2008, 2010, 2012, 2014); sześciokrotny medalista: wspólnie z drużyną – złoty (2004) i dwukrotnie srebrny (2010, 2012) oraz indywidualnie – dwukrotnie złoty (2004 – na VI szachownicy, 2010 – na IV szachownicy) i brązowy (2012 – na III szachownicy)[9]
- trzykrotnie na drużynowych mistrzostwach świata (w latach 2005, 2011, 2013); trzykrotny medalista: wspólnie z drużyną – złoty (2013) oraz indywidualnie – złoty (2005 – na VI szachownicy) i srebrny (2013 – na II szachownicy)[10]
- trzykrotnie na drużynowych mistrzostwach Europy (w latach 2005, 2007, 2011); dwukrotny medalista: indywidualnie – srebrny (2011 – na III szachownicy) i brązowy (2007 – na II szachownicy)[11]
- dwukrotnie na olimpiadach szachowych juniorów do 16 lat (w latach 2000, 2002); medalista: wspólnie z drużyną – srebrny (2002)[12][13].

Najwyższy ranking w dotychczasowej karierze osiągnął 1 lipca 2011; z wynikiem 2788 punktów zajmował wówczas 4. miejsce na światowej liście FIDE, jednocześnie będąc na 1. miejscu wśród szachistów rosyjskich.

## Życie prywatne
W sierpniu 2009 roku ożenił się z mistrzynią międzynarodową Kateryną Dołżykową. Dwa i pół roku później nastąpił rozwód.
W lutym roku 2022 poparł inwazję rosyjską na Ukrainę i skierował list otwarty do Władimira Putina, zachęcając go do dalszych działań. Zostało to potępione przez Radę FIDE (FIDE Council) i w konsekwencji został wykluczony z rozgrywek na sześć miesięcy.